# L'Étreinte du crapaud
 (avril 2025).
Motif : Où est la notoriété de cet article ?
- Archive Wikiwix
- Bing
- Cairn
- DuckDuckGo
- E. Universalis
- Gallica
- Google
- G. Books
- G. News
- G. Scholar
- Persée
- Qwant
- (zh) Baidu
- (ru) Yandex
- (wd) trouver des œuvres sur Wikidata

| 1. | Préciser le motif de la pose du bandeau. | Précisez le motif de la pose du bandeau en utilisant la syntaxe suivante : {{admissibilité à vérifier\|date=avril 2025\|motif=remplacez ce texte par le motif}}                            |
| 2. | Informer les utilisateurs concernés.     | Pensez à avertir le créateur de l'article, par exemple, en insérant le code ci-dessous sur sa page de discussion : {{subst:avertissement admissibilité à vérifier\|L'Étreinte du crapaud}} |

L'Étreinte du crapaud (The Case of the Midwife Toad) est un essai d'Arthur Koestler publié en 1971. 
Arthur Koestler, qui s'est intéressé aux sciences naturelles depuis sa jeunesse, consacre ce livre à la vie du biologiste Paul Kammerer, venu de Vienne. À partir d'un grand nombre de documents, Koestler esquisse une chronologie scientifique de la première moitié du XXe siècle.   

## Résumé
Le 26 septembre 1926, Paul Kammerer, biologiste autrichien, s'est suicidé d'un coup de revolver. Dans les milieux scientifiques, on considéra ce suicide comme le dénouement d'une bataille autour des doctrines de l'Évolution. Aux disciples de Lamarck, défenseurs de la thèse de l'hérédité des caractères acquis, les expériences de Kammerer menées pendant plus de quinze ans sur des générations d'amphibiens tels que la salamandre et le fameux crapaud accoucheur, apportaient des arguments apparemment décisifs.
Les néo-darwinistes, adeptes des mutations fortuites préservées par la sélection naturelle, avec à leur tête, le savant anglais William Bateson insinuèrent que les expériences étaient truquées. Mais ils n'examinèrent pas les résultats - s'arrangeant en particulier pour ne pas voir une pièce capitale : les rugosités nuptiales du dernier spécimen de crapaud accoucheur.
Un biologiste américain se trouvant à Vienne, fit une découverte qu'il publia, et à la suite de laquelle Kammerer se suicida. Longtemps intrigué par cette curieuse affaire, Arthur Koestler s'attendait, lorsqu'il décida de reprendre l'enquête, à raconter la triste histoire d'un savant qui trahit sa vocation : le suicide de Kammerer était, en effet, passé pour un aveu, et toute son œuvre en est restée discréditée.
Or, en analysant la documentation de l'époque et en se renseignant auprès de tous les survivants du drame, Koestler s'aperçut peu à peu qu'il procédait à la réhabilitation d'un homme qui, très probablement, fut la victime d'une trahison.